# Meduza (гурт)
Meduza — італійський хаус гурт з Мілану, створений у 2018 році. 10 травня 2024 року Meduza, OneRepublic та Leony представили офіційну пісню UEFA EURO 2024 — «Fire». 

## Історія
Гурт Meduza створено у 2018 році.
До складу гурту входять: Лука де Грегоріо (Luca de Gregorio), Маттіа Вітале (Mattia Vitale) та Сімоне Джані (Simone Giani).
Гурт Meduza найбільш відомий своєю проривною піснею 2019 року «Piece of Your Heart», яка була створена в співпраці з англійським гуртом Goodboys. Їхній наступний сингл, «Lose Control», створений спільно з гуртом Goodboys і з англійською вокалісткою Беккі Гілл (Becky Hill), також став хітом у всьому світі. Після релізу, сингл "Piece of Your Heart" досяг другого місця в чарті синглів Великобританії і був номінований на премію "Греммі" як найкращий танцювальний запис.
11 листопада 2020 року гурт Meduza виступив з концертом у Cava dei Balestrieri у Сан-Марино. Виступ транслювався на Twitch у поєднанні з Live Nation і відеогрою Fuser.
10 травня 2024 року було представлено офіційну пісню UEFA EURO 2024 — «Fire». Авторами пісні стали італійський хаус гурт Meduza, американський поп-рок гурт OneRepublic і німецька співачка Leony. «Пісня, написана Райаном Теддером з OneRepublic і спродюсована Meduza, поєднує в собі хаус італійського гурту, захоплюючі звукові пейзажі OneRepublic і якісне поп-виконання Leony. Трек втілює в собі запал і дух футбольних і музичних уболівальників».

## Дискографія

### Мініальбоми
| Назва              | Додаткова інформація                            |
| ------------------ | ----------------------------------------------- |
| Introducing Meduza | - Реліз: 25 лютого 2021 - Лейбл: UMG Recordings |
| Meduza             | - Реліз: 13 жовтня 2023 - Лейбл: UMG Recordings |

### Сингли
| Назва                                                               | Рік  | Пікові позиції в чартах | Пікові позиції в чартах | Пікові позиції в чартах | Пікові позиції в чартах | Пікові позиції в чартах | Пікові позиції в чартах | Пікові позиції в чартах | Пікові позиції в чартах | Пікові позиції в чартах | Пікові позиції в чартах | Сертифікати | Альбом                             |
| Назва                                                               | Рік  | ITA                     | AUS                     | AUT                     | BEL (FL)                | CAN                     | DEN                     | GER                     | POL                     | SWE                     | UK                      | Сертифікати | Альбом                             |
| ------------------------------------------------------------------- | ---- | ----------------------- | ----------------------- | ----------------------- | ----------------------- | ----------------------- | ----------------------- | ----------------------- | ----------------------- | ----------------------- | ----------------------- | --- | ---------------------------------- |
| "Piece of Your Heart" (featuring Goodboys)                          | 2019 | 10                      | 7                       | 9                       | 2                       | 39                      | 4                       | 4                       | 9                       | 20                      | 2                       | - FIMI: 3× Platinum - ARIA: 5× Platinum - BEA: 2× Platinum - BPI: 3× Platinum - BVMI: 3× Gold - GLF: 2× Platinum - IFPI DEN: 2× Platinum - MC: 4× Platinum - RIAA: Platinum - ZPAV: 4× Platinum       | Introducing Meduza                 |
| "Lose Control" (with Becky Hill and Goodboys)                       | 2019 | 37                      | 11                      | 52                      | 6                       | 46                      | —                       | 30                      | 11                      | 75                      | 11                      | - FIMI: Platinum - ARIA: 4× Platinum - BEA: Platinum - BPI: 2× Platinum - BVMI: Platinum - GLF: Platinum - IFPI AUT: Gold - IFPI DEN: Platinum - MC: 3× Platinum - RIAA: Platinum - ZPAV: 3× Platinum | Introducing Meduza and Get to Know |
| "Born to Love" (featuring Shells)                                   | 2020 | —                       | —                       | —                       | —                       | —                       | —                       | —                       | —                       | —                       | —                       | | Introducing Meduza                 |
| "Paradise" (featuring Dermot Kennedy)                               | 2020 | 19                      | 19                      | 15                      | 8                       | 50                      | 17                      | 14                      | 3                       | 77                      | 5                       | - FIMI: Platinum - ARIA: Platinum - BEA: Gold - BPI: Platinum - BVMI: Platinum - GLF: Platinum - IFPI AUT: Platinum - IFPI DEN: Platinum - MC: 3× Platinum - RIAA: Platinum - ZPAV: 2× Platinum       | Introducing Meduza                 |
| "Headrush" (featuring Elroii)                                       | 2021 | —                       | —                       | —                       | —                       | —                       | —                       | —                       | —                       | —                       | —                       | | Non-album single                   |
| "Tell It to My Heart" (featuring Hozier)                            | 2021 | 70                      | —                       | —                       | —                       | —                       | —                       | 70                      | 26                      | 97                      | 46                      | - FIMI: Gold - BPI: Silver - MC: Platinum - ZPAV: Gold | Meduza EP                          |
| "Bad Memories" (with James Carter featuring Elley Duhé and Fastboy) | 2022 | —                       | 8                       | 6                       | 7                       | —                       | —                       | 13                      | 1                       | —                       | 80                      | - FIMI: Gold - BEA: Platinum - BPI: Silver - BVMI: Gold - IFPI AUT: Gold - MC: Gold - ZPAV: 2× Platinum                                                                                               | Meduza EP                          |
| "Under Pressure" (with Vintage Culture featuring Ben Samama)        | 2022 | —                       | —                       | —                       | —                       | —                       | —                       | —                       | —                       | —                       | —                       | | Non-album singles                  |
| "Just a Feeling" (with Metador and Artche)                          | 2022 | —                       | —                       | —                       | —                       | —                       | —                       | —                       | —                       | —                       | —                       | | Non-album singles                  |
| "Sparks" (with DEL-30 featuring Mali-Koa)                           | 2022 | —                       | —                       | —                       | —                       | —                       | —                       | —                       | —                       | —                       | —                       | | Non-album singles                  |
| "Pegasus" (with Eli & Fur)                                          | 2023 | —                       | —                       | —                       | —                       | —                       | —                       | —                       | —                       | —                       | —                       | | Non-album singles                  |
| "Upside Down" (featuring Poppy Baskcomb)                            | 2023 | —                       | —                       | —                       | —                       | —                       | —                       | —                       | —                       | —                       | —                       | | Meduza EP                          |
| "Friends"                                                           | 2023 | —                       | —                       | —                       | —                       | —                       | —                       | —                       | —                       | —                       | —                       | | Meduza EP                          |
| "Phone" (featuring Em Beihold and Sam Tompkins)                     | 2023 | —                       | —                       | —                       | —                       | —                       | —                       | —                       | —                       | —                       | —                       | | Meduza EP                          |
| "Musica"                                                            | 2023 | —                       | —                       | —                       | —                       | —                       | —                       | —                       | —                       | —                       | —                       | |                                    |
| "I Got Nothing" (with Ferreck Dawn and Clementine Douglas)          | 2023 | —                       | —                       | —                       | —                       | —                       | —                       | —                       | —                       | —                       | —                       | |                                    |
| "Dola re Dola" (with Varun Jain)                                    | 2024 | —                       | —                       | —                       | —                       | —                       | —                       | —                       | —                       | —                       | —                       | |                                    |
| "Fire (Official UEFA Euro 2024 song)" (with OneRepublic and Leony)  | 2024 | —                       | —                       | —                       | —                       | —                       | —                       | 78                      | —                       | —                       | —                       | |                                    |
| «—» позначає запис, який не потрапив у чарти або не був випущений.  |      |                         |                         |                         |                         |                         |                         |                         |                         |                         |                         | |                                    |

### Ремікси
- Friendly Fires — "Heaven Let Me In" (2018)
- Ferreck Dawn — "In My Arms" (2019)
- MK — "Body 2 Body" (2019)
- Ritual and Emily Warren — "Using" (2019)
- R Plus and Dido — "My Boy" (2019)
- Dermot Kennedy — "Power Over Me" (2020)[38]
- Lifelike and Kris Menace — "Discopolis 2.0" (2020)[39]
- John Legend featuring Gary Clark Jr. — "Wild" (2020)[40]
- Faithless — "Innadadance" (feat. Suli Breaks & Jazzie B) (2021)
- Ed Sheeran — "Bad Habits" (2021)
- Florence and the Machine — "My Love" (2022)
- Mahmood and Blanco — "Brividi" (2022)
- Supermode — Tell Me Why (2022)
- GENESI — Everything You Have Done (2023)
- Calvin Harris and Sam Smith — "Desire" (2023)

## Нагороди та номінації

### Grammy Awards
| Рік  | Категорія            | Сингл                 | Результат | Джерело |
| ---- | -------------------- | --------------------- | --------- | ------- |
| 2020 | Best Dance Recording | "Piece of Your Heart" | Номінація | [ 41 ]  |

### International Dance Music Awards
| Рік  | Категорія                       | Сингл                 | Результат | Джерело       |
| ---- | ------------------------------- | --------------------- | --------- | ------------- |
| 2020 | Best Dance Song                 | "Piece of Your Heart" | Перемога  | [ 42 ] [ 43 ] |
| 2020 | Breakthrough Artist of the Year | Н/Д                   | Перемога  | [ 42 ] [ 43 ] |
| 2020 | Best House Artist (Male)        | Н/Д                   | Номінація | [ 42 ] [ 43 ] |